# Cardigan (áo)

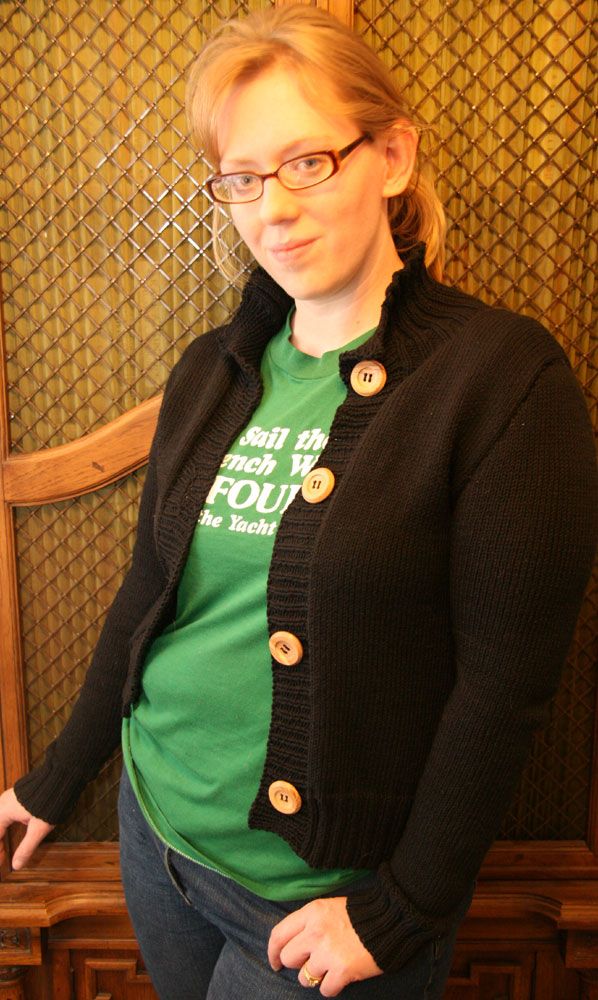
Một phụ nữ mặc áo Cardigan

Cardigan (từ tiếng Anh) là một loại áo len dệt hở phía trước ngực. Thông thường, những chiếc áo cardigan được thêu dệt nút cài áo ở phía trước và được sử dụng rộng rãi phù hợp với mọi giới tính. Áo Cardigan có nguồn gốc ở nước Anh Quốc, và được gọi theo tên của ông James Brudenel. Ông đã mặc một chiếc áo len cài nút trong chiến tranh Crimean. Sau chiến thắng oanh liệt, chiếc áo thời trang của ông cũng đã được trở nên nổi tiếng trong quần chúng thời bấy giờ.
Từ Cardigan ban đầu chỉ ám chỉ những chiếc áo len dệt sát nách, nhưng qua thời gian và được kết hợp nhiều ý tưởng của nhiều người, nó đã trở 
thành mẫu áo như ngày nay. Những chiếc áo cardigan đơn giản được dùng làm áo khoác ngoài hoặc mặc trong áo vest rất sang trọng. Thích hợp cho những lúc có thời tiết mát, lạnh, áo khoác cardigan đã trở thành mẫu thời trang sành điệu không chỉ cho người lớn tuổi mà còn rất phù hợp với các bạn trẻ. Từ đó những chiếc áo cardigan sọc, họa tiết chữ đã ra đời với nhiều màu sắc nhằm phục vụ cho các đối tượng trẻ tuổi và năng động hơn.
Khi mặc chung với áo vest, áo cardigan là một phần của sự sang trọng, lịch thiệp. Phối với áo thun, cardigan đem lại cho bạn cảm giác thoải mái hơn phù hợp cho những lúc vui chơi dạo phố. 